# ПАР на літніх Олімпійських іграх 2016
ПАР на літніх Олімпійських іграх 2016 представляли 137 спортсменів у 15 видах спорту.

## Медалісти
| Медалі | Спортсмени | Вид спорту            | Дисципліна                      | Дата      |
| ------ | --- | --------------------- | ------------------------------- | --------- |
| Золото | Вайде ван Нікерк | Легка атлетика        | 400 м (чоловіки)                | 14 серпня |
| Золото | Кастер Семеня | Легка атлетика        | 800 м (жінки)                   | 20 серпня |
| Срібло | Камерон ван дер Бург | Плавання              | 100 м брасом (чоловіки)         | 7 серпня  |
| Срібло | Чад ле Клос | Плавання              | 200 м вільним стилем (чоловіки) | 8 серпня  |
| Срібло | Ловренс Бріттен Шон Кілінг | Академічне веслування | двійки (чоловіки)               | 11 серпня |
| Срібло | Чад ле Клос | Плавання              | 100 м батерфляєм (чоловіки)     | 12 серпня |
| Срібло | Луво Маньонга | Легка атлетика        | стрибки в довжину (чоловіки)    | 13 серпня |
| Срібло | Сунетт Вільюн | Легка атлетика        | метання списа (жінки)           | 18 серпня |
| Бронза | ПАР Тім Агаба Сесіл Африка Кайл Браун Франсуа Гугор Джастін Гедалд Юан де Йонг Вернер Кок Чеслін Колб Ділан Сейдж Сібело Сенатла Квагга Сміт Філіп Сніман Роско Спекмен | Регбі-7               | Регбі-7 (чоловіки)              | 11 серпня |
| Бронза | Генрі Шуман | Тріатлон              | Тріатлон — чоловіки             | 18 серпня |

## Легка атлетика
Легенда
- Note – для трекових дисциплін місце вказане лише для забігу, в якому взяв участь спортсмен
- Q = пройшов у наступне коло напряму
- q = пройшов у наступне коло за добором (для трекових дисциплін - найшвидші часи серед тих, хто не пройшов напряму; для технічних дисциплін - увійшов до визначеної кількості фіналістів за місцем якщо напряму пройшло менше спортсменів, ніж визначена кількість)
- NR = Національний рекорд
- N/A = Коло відсутнє у цій дисципліні
- Bye = спортсменові не потрібно змагатися у цьому колі

Трекові і шосейні дисципліни
Чоловіки
| Спортсмен              | Дисципліна        | Попередній забіг | Попередній забіг | Чвертьфінал | Чвертьфінал | Півфінал        | Півфінал        | Фінал           | Фінал           |
| Спортсмен              | Дисципліна        | Результат        | Місце            | Результат   | Місце       | Результат       | Місце           | Результат       | Місце           |
| ---------------------- | ----------------- | ---------------- | ---------------- | ----------- | ----------- | --------------- | --------------- | --------------- | --------------- |
| Антоніо Алкана         | 110 м з бар'єрами | 13.64            | 5 q              | Н/Д         | Н/Д         | 13.55           | 7               | Завершив виступ | Завершив виступ |
| Лусафо Епріл           | Марафон           | Н/Д              | Н/Д              | Н/Д         | Н/Д         | Н/Д             | Н/Д             | 2:15:24         | 24              |
| Енріко Бруінтьєс       | 100 м             | Bye              | Bye              | 10.33       | 6           | Завершив виступ | Завершив виступ | Завершив виступ | Завершив виступ |
| Елрой Гелант           | 5000 м            | 13:22.00         | 7 q              | Н/Д         | Н/Д         | Н/Д             | Н/Д             | 13:17.47        | 14              |
| Лунгіле Гонгка         | Марафон           | Н/Д              | Н/Д              | Н/Д         | Н/Д         | Н/Д             | Н/Д             | DNF             | DNF             |
| Ле Ру Хамман           | 400 м з бар'єрами | 49.72            | 7                | Н/Д         | Н/Д         | Завершив виступ | Завершив виступ | Завершив виступ | Завершив виступ |
| Ліндсі Ганеком         | 400 м з бар'єрами | 50.22            | 7                | Н/Д         | Н/Д         | Завершив виступ | Завершив виступ | Завершив виступ | Завершив виступ |
| Тлотлісо Леотлела      | 200 м             | 20.59            | 4                | Н/Д         | Н/Д         | Завершив виступ | Завершив виступ | Завершив виступ | Завершив виступ |
| Анасо Йободвано        | 200 м             | 20.53            | 4                | Н/Д         | Н/Д         | Завершив виступ | Завершив виступ | Завершив виступ | Завершив виступ |
| Стівен Мокока          | 10000 м           | Н/Д              | Н/Д              | Н/Д         | Н/Д         | Н/Д             | Н/Д             | 27:54.57        | 18              |
| Марк Манделл           | ходьба на 50 км   | Н/Д              | Н/Д              | Н/Д         | Н/Д         | Н/Д             | Н/Д             | 4:11:03         | 38              |
| Кларенс Муняї          | 200 м             | 20.66            | 3                | Н/Д         | Н/Д         | Завершив виступ | Завершив виступ | Завершив виступ | Завершив виступ |
| Сібусісо Нзіма         | Марафон           | Н/Д              | Н/Д              | Н/Д         | Н/Д         | Н/Д             | Н/Д             | 2:25:33         | 97              |
| Джейкоб Розані         | 800 м             | 1:49.79          | 5                | Н/Д         | Н/Д         | Завершив виступ | Завершив виступ | Завершив виступ | Завершив виступ |
| Лебоганг Шанге         | ходьба на 20 км   | Н/Д              | Н/Д              | Н/Д         | Н/Д         | Н/Д             | Н/Д             | 1:25:07         | 44              |
| Акані Сімбіне          | 100 м             | Bye              | Bye              | 10.14       | 1 Q         | 9.98            | 3 q             | 9.94            | 5               |
| Вейн Снайман           | ходьба на 20 км   | Н/Д              | Н/Д              | Н/Д         | Н/Д         | Н/Д             | Н/Д             | 1:29:20         | 58              |
| Вайде ван Нікерк       | 400 м             | 45.26            | 1 Q              | Н/Д         | Н/Д         | 44.45           | 2 Q             | 43.03 WR        | 1               |
| Рейнхардт ван Ренсбург | 800 м             | 1:45.67          | 2 Q              | Н/Д         | Н/Д         | 1:45.33         | 5               | Завершив виступ | Завершив виступ |
| Louis van Zyl          | 400 м з бар'єрами | 49.12            | 2 Q              | Н/Д         | Н/Д         | 49.00           | 5               | Завершив виступ | Завершив виступ |

Жінки
| Спортсменка       | Дисципліна        | Попередній забіг | Попередній забіг | Чвертьфінал | Чвертьфінал | Півфінал         | Півфінал         | Фінал            | Фінал            |
| Спортсменка       | Дисципліна        | Результат        | Місце            | Результат   | Місце       | Результат        | Місце            | Результат        | Місце            |
| ----------------- | ----------------- | ---------------- | ---------------- | ----------- | ----------- | ---------------- | ---------------- | ---------------- | ---------------- |
| Алісса Конлі      | 100 м             | Bye              | Bye              | 11.57       | 6           | Завершила виступ | Завершила виступ | Завершила виступ | Завершила виступ |
| Алісса Конлі      | 200 м             | 23.17            | 4                | Н/Д         | Н/Д         | Завершила виступ | Завершила виступ | Завершила виступ | Завершила виступ |
| Каріна Хорн       | 100 м             | Bye              | Bye              | 11.32       | 2 Q         | 11.20            | 6                | Завершила виступ | Завершила виступ |
| Крістін Калмер    | Марафон           | Н/Д              | Н/Д              | Н/Д         | Н/Д         | Н/Д              | Н/Д              | 2:48:24          | 96               |
| Венда Нел         | 400 м з бар'єрами | 55.55            | 2 Q              | Н/Д         | Н/Д         | 55.83            | 6                | Завершила виступ | Завершила виступ |
| Джастін Палфраман | 200 м             | 23.33            | 5                | Н/Д         | Н/Д         | Завершила виступ | Завершила виступ | Завершила виступ | Завершила виступ |
| Джастін Палфраман | 400 м             | 53.96            | 7                | Н/Д         | Н/Д         | Завершила виступ | Завершила виступ | Завершила виступ | Завершила виступ |
| Анель Оостхуйзен  | ходьба на 20 км   | Н/Д              | Н/Д              | Н/Д         | Н/Д         | Н/Д              | Н/Д              | 1:45:06          | 63               |
| Діна Лебо Фалула  | Марафон           | Н/Д              | Н/Д              | Н/Д         | Н/Д         | Н/Д              | Н/Д              | 2:41:46          | 63               |
| Домінік Скотт     | 10000 м           | Н/Д              | Н/Д              | Н/Д         | Н/Д         | Н/Д              | Н/Д              | 31:51.47         | 21               |
| Кастер Семеня     | 800 м             | 1:59.31          | 1 Q              | Н/Д         | Н/Д         | 1:58.15          | 1 Q              | 1:55.28 NR       | 1                |
| Чолофело Тхіпе    | 400 м             | 52.80            | 4                | Н/Д         | Н/Д         | Завершила виступ | Завершила виступ | Завершила виступ | Завершила виступ |
| Ірветт ван Зіл    | Марафон           | Н/Д              | Н/Д              | Н/Д         | Н/Д         | Н/Д              | Н/Д              | DNS              | DNS              |

Технічні дисципліни
Чоловіки
| Спортсмен            | Дисципліна        | Кваліфікація       | Кваліфікація | Фінал              | Фінал           |
| Спортсмен            | Дисципліна        | Результат у метрах | Місце        | Результат у метрах | Місце           |
| -------------------- | ----------------- | ------------------ | ------------ | ------------------ | --------------- |
| Стефан Брітс         | стрибки в довжину | 7.71               | 22           | Завершив виступ    | Завершив виступ |
| Луво Маньонга        | стрибки в довжину | 8.12               | 4 q          | 8.37               | 2               |
| Ґодфрі Хотсо Макоена | потрійний стрибок | 16.51              | 21           | Завершив виступ    | Завершив виступ |
| Рушвал Самааі        | стрибки в довжину | 8.03               | 5 q          | 7.97               | 9               |
| Рокко ван Роєн       | метання списа     | 78.48              | 24           | Завершив виступ    | Завершив виступ |

Жінки
| Спортсменка   | Дисципліна        | Кваліфікація       | Кваліфікація | Фінал              | Фінал            |
| Спортсменка   | Дисципліна        | Результат у метрах | Місце        | Результат у метрах | Місце            |
| ------------- | ----------------- | ------------------ | ------------ | ------------------ | ---------------- |
| Лінік Прінслу | стрибки в довжину | 6.10               | 33           | Завершила виступ   | Завершила виступ |
| Сунетт Вільюн | метання списа     | 63.54              | 6 Q          | 64.92              | 2                |

Комбіновані дисципліни – десятиборство (чоловіки)
| Спортсмен      | Дисципліна | 100 м | СД   | ШЯ    | СВ  | 400 м | 110Б | МД | СЖ | МС | 1500 м | Final | Місце |
| -------------- | ---------- | ----- | ---- | ----- | --- | ----- | ---- | -- | -- | -- | ------ | ----- | ----- |
| Віллем Коерцен | Результат  | 11.12 | 6.98 | 14.00 | DNS | —     | —    | —  | —  | —  | —      | DNF   | DNF   |
| Віллем Коерцен | Очки       | 834   | 809  | 728   | 0   | —     | —    | —  | —  | —  | —      | DNF   | DNF   |

## Бадмінтон
| Спортсмен       | Дисципліна                  | Груповий етап                  | Груповий етап                    | Груповий етап | Вибування          | Чвертьфінал        | Півфінал           | Фінал / БМ         | Фінал / БМ      |
| Спортсмен       | Дисципліна                  | Суперник Результат             | Суперник Результат               | Місце         | Суперник Результат | Суперник Результат | Суперник Результат | Суперник Результат | Місце           |
| --------------- | --------------------------- | ------------------------------ | -------------------------------- | ------------- | ------------------ | ------------------ | ------------------ | ------------------ | --------------- |
| Джейкоб Малікал | одиночний розряд (чоловіки) | Сон В-Х (KOR) L (10–21, 10–21) | Почтарьов (UKR) W (21–18, 21–19) | 2             | Завершив виступ    | Завершив виступ    | Завершив виступ    | Завершив виступ    | Завершив виступ |

## Веслування на байдарках і каное

### Спринт
| Спортсмен       | Дисципліна         | Заїзди   | Заїзди | Півфінали | Півфінали | Фінал    | Фінал |
| Спортсмен       | Дисципліна         | Час      | Місце  | Час       | Місце     | Час      | Місце |
| --------------- | ------------------ | -------- | ------ | --------- | --------- | -------- | ----- |
| Бріджітт Гартлі | Б-1, 200 м (жінки) | 41.698   | 3 Q    | 41.478    | 3 FB      | 42.066   | 13    |
| Бріджітт Гартлі | Б-1, 500 м (жінки) | 1:55.737 | 3 Q    | 1:58.397  | 5 FB      | 2:01.890 | 16    |

Пояснення до кваліфікації: FA = Кваліфікувались до фіналу A (за медалі); FB = Кваліфікувались до фіналу B (не за медалі)

## Велоспорт

### Шосе
| Спортсмен         | Дисципліна                       | Час      | Місце |
| ----------------- | -------------------------------- | -------- | ----- |
| Деріл Імпі        | Групова шосейна гонка (чоловіки) | 6:19:43  | 28    |
| Луїс Мейнтджес    | Групова шосейна гонка (чоловіки) | 6:10:27  | 7     |
| Ан-Лі Преторіус   | групова шосейна гонка (жінки)    | 4:01:29  | 39    |
| Ешлі Мулман-Pasio | групова шосейна гонка (жінки)    | 3:52:41  | 10    |
| Ешлі Мулман-Pasio | роздільна шосейна гонка (жінки)  | 46:29.11 | 12    |

### Маунтінбайк
| Спортсмен    | Дисципліна             | Час          | Місце |
| ------------ | ---------------------- | ------------ | ----- |
| Алан Хазерлі | маунтінбайк (чоловіки) | 1:42:03      | 26    |
| Джеймс Рід   | маунтінбайк (чоловіки) | LAP (3 laps) | 42    |

### BMX
| Спортсмен | Дисципліна     | Кваліфікація | Кваліфікація | Чвертьфінал | Чвертьфінал | Півфінал        | Півфінал        | Фінал           | Фінал           |
| Спортсмен | Дисципліна     | Результат    | Місце        | Очки        | Місце       | Очки            | Місце           | Результат       | Місце           |
| --------- | -------------- | ------------ | ------------ | ----------- | ----------- | --------------- | --------------- | --------------- | --------------- |
| Кайл Додд | BMX (чоловіки) | 36.45        | 26           | 14          | 6           | Завершив виступ | Завершив виступ | Завершив виступ | Завершив виступ |

## Стрибки у воду
| Спортсмен      | Дисципліна                | Попередні змагання | Попередні змагання | Півфінали        | Півфінали        | Фінал            | Фінал            |
| Спортсмен      | Дисципліна                | Очки               | Місце              | Очки             | Місце            | Очки             | Місце            |
| -------------- | ------------------------- | ------------------ | ------------------ | ---------------- | ---------------- | ---------------- | ---------------- |
| Джулія Вінсент | трамплін, 3 метри (жінки) | 220.30             | 29                 | Завершила виступ | Завершила виступ | Завершила виступ | Завершила виступ |

## Кінний спорт

### Виїздка
| Спортсмен   | Кінь     | Дисципліна    | Grand Prix | Grand Prix | Grand Prix Special | Grand Prix Special | Grand Prix Freestyle | Grand Prix Freestyle | Загалом         | Загалом         |
| Спортсмен   | Кінь     | Дисципліна    | Результат  | Місце      | Результат          | Місце              | За техніку           | За артистизм         | Результат       | Місце           |
| ----------- | -------- | ------------- | ---------- | ---------- | ------------------ | ------------------ | -------------------- | -------------------- | --------------- | --------------- |
| Таня Сеймур | Ramoneur | Індивідуальні | 63.929     | 56         | Завершив виступ    | Завершив виступ    | Завершив виступ      | Завершив виступ      | Завершив виступ | Завершив виступ |

## Футбол
Підсумок

Легенда:
- A.E.T – Після додаткового часу.
- P – долю матчу вирішила серія післяматчевих пенальті.

| Команда              | Дисципліна       | Груповий етап      | Груповий етап      | Груповий етап      | Груповий етап | Чвертьфінал        | Півфінал           | Фінал / БМ         | Фінал / БМ |
| Команда              | Дисципліна       | Суперник Результат | Суперник Результат | Суперник Результат | Місце         | Суперник Результат | Суперник Результат | Суперник Результат | Місце      |
| -------------------- | ---------------- | ------------------ | ------------------ | ------------------ | ------------- | ------------------ | ------------------ | ------------------ | ---------- |
| South Africa men's   | чоловічий турнір | Бразилія D 0–0     | Данія L 0–1        | Ірак D 1–1         | 4             | Завершив виступ    | Завершив виступ    | Завершив виступ    | 13         |
| South Africa women's | жіночий турнір   | Швеція L 0–1       | КНР L 0–2          | Бразилія D 0–0     | 4             | Завершив виступ    | Завершив виступ    | Завершив виступ    | 10         |

### Чоловічий турнір
Склад команди
Шаблон:Склад чоловічої збірної Південної Африки з футболу на літніх Олімпійських іграх 2016
Груповий етап
Футбол на літніх Олімпійських іграх 2016 — чоловічий турнір – Group A
Шаблон:Чоловічий турнір з футболу на літніх Олімпійських іграх 2016, гра A2
Шаблон:Чоловічий турнір з футболу на літніх Олімпійських іграх 2016, гра A3
Шаблон:Чоловічий турнір з футболу на літніх Олімпійських іграх 2016, гра A6

### Жіночий турнір
Склад команди
Шаблон:Склад жіночої збірної Південної Африки з футболу на літніх Олімпійських іграх 2016
Груповий етап
Футбол на літніх Олімпійських іграх 2016 — жіночий турнір – Group E
Шаблон:Жіночий турнір з футболу на літніх Олімпійських іграх 2016, гра E1
Шаблон:Жіночий турнір з футболу на літніх Олімпійських іграх 2016, гра E3
Шаблон:Жіночий турнір з футболу на літніх Олімпійських іграх 2016, гра E5

## Гольф
| Спортсмен     | Дисципліна | Раунд 1   | Раунд 2   | Раунд 3   | Раунд 4   | Загалом   | Загалом | Загалом |
| Спортсмен     | Дисципліна | Результат | Результат | Результат | Результат | Результат | Пар     | Місце   |
| ------------- | ---------- | --------- | --------- | --------- | --------- | --------- | ------- | ------- |
| Брендон Стоун | чоловіки   | 75        | 72        | 71        | 75        | 293       | + 9     | =55     |
| Яко ван Зіл   | чоловіки   | 71        | 74        | 70        | 71        | 286       | +2      | =43     |
| Паула Рето    | жінки      | 74        | 67        | 68        | 71        | 280       | −4      | =16     |
| Ешлі Саймон   | жінки      | 75        | 69        | 77        | 75        | 296       | +12     | 50      |

## Гімнастика

### Спортивна гімнастика
Чоловіки
| Спортсмен | Дисципліна | Кваліфікація   | Кваліфікація       | Кваліфікація | Кваліфікація | Кваліфікація | Кваліфікація | Кваліфікація | Кваліфікація | Фінал  | Фінал  | Фінал  | Фінал  | Фінал           | Фінал           | Фінал           | Фінал           |                 |                 |                 |                 |
| Спортсмен | Дисципліна | Вправа         | Вправа             | Вправа       | Вправа       | Вправа       | Вправа       | Загалом      | Місце        | Вправа | Вправа | Вправа | Вправа | Вправа          | Вправа          | Загалом         | Місце           |                 |                 |                 |                 |
| --------- | ---------- | -------------- | ------------------ | ------------ | ------------ | ------------ | ------------ | ------------ | ------------ | ------ | ------ | ------ | ------ | --------------- | --------------- | --------------- | --------------- | --------------- | --------------- | --------------- | --------------- |
| Спортсмен | Дисципліна | Раян Паттерсон | Абсолютна першість | 14.300       | 13.033       | 13.333       | 13.733       | Загалом      | Місце        | 13.000 | 13.291 | 80.690 | 46     | Завершив виступ | Завершив виступ | Завершив виступ | Завершив виступ | Завершив виступ | Завершив виступ | Завершив виступ | Завершив виступ |

## Дзюдо
| Спортсмен   | Категорія           | 1/32 фіналу        | 1/16 фіналу            | 1/8 фіналу         | Чвертьфінали       | Півфінали          | Втішний поєдинок   | Фінал / БМ         | Фінал / БМ      |
| Спортсмен   | Категорія           | Суперник Результат | Суперник Результат     | Суперник Результат | Суперник Результат | Суперник Результат | Суперник Результат | Суперник Результат | Місце           |
| ----------- | ------------------- | ------------------ | ---------------------- | ------------------ | ------------------ | ------------------ | ------------------ | ------------------ | --------------- |
| Зак Піонтек | до 90 кг (чоловіки) | Bye                | Каміло (BRA) L 000–101 | Завершив виступ    | Завершив виступ    | Завершив виступ    | Завершив виступ    | Завершив виступ    | Завершив виступ |

## Академічне веслування
Чоловіки
| Спортсмен                                        | Дисципліна               | Заїзди  | Заїзди | Втішний заплив | Втішний заплив | Півфінали | Півфінали | Фінал   | Фінал |
| Спортсмен                                        | Дисципліна               | Час     | Місце  | Час            | Місце          | Час       | Місце     | Час     | Місце |
| ------------------------------------------------ | ------------------------ | ------- | ------ | -------------- | -------------- | --------- | --------- | ------- | ----- |
| Ловренс Бріттен Шон Кілінг                       | Двійки                   | 6:41.42 | 2 SA/B | Bye            | Bye            | 6:27.59   | 3 FA      | 7:02.51 | 2     |
| Джон Сміт James Thompson                         | Парні двійки, легка вага | 6:23.10 | 1 SA/B | Bye            | Bye            | 6:38.01   | 1 FA      | 6:33.29 | 4     |
| Вінсент Бріт Джейк Грін Девід Гант Джонатан Сміт | Четвірки                 | 6:01.64 | 4 R    | 6:34.97        | 1 SA/B         | 6:15.22   | 2 FA      | 6:05.80 | 4     |

Жінки
| Спортсменка                    | Дисципліна               | Заїзди  | Заїзди | Втішний заплив | Втішний заплив | Півфінали | Півфінали | Фінал   | Фінал |
| Спортсменка                    | Дисципліна               | Час     | Місце  | Час            | Місце          | Час       | Місце     | Час     | Місце |
| ------------------------------ | ------------------------ | ------- | ------ | -------------- | -------------- | --------- | --------- | ------- | ----- |
| Кейт Крістовіц Лі-Енн Перссе   | Двійки                   | 7:11.29 | 2 SA/B | Bye            | Bye            | 7:24.03   | 3 FA      | 7:28.50 | 5     |
| Урсула Гроблер Кірстен Макканн | Парні двійки, легка вага | 7:07.37 | 1 SA/B | Bye            | Bye            | 7:19.09   | 1 FA      | 7:11.26 | 5     |

Пояснення до кваліфікації: FA=Фінал A (за медалі); FB=Фінал B (не за медалі); FC=Фінал C (не за медалі); FD=Фінал D (не за медалі); FE=Фінал E (не за медалі); FF=Фінал F (не за медалі); SA/B=Півфінали A/B; SC/D=Півфінали C/D; SE/F=Півфінали E/F; QF=Чвертьфінали; R=Потрапив у втішний заплив

## Регбі-7

### Чоловічий турнір
Склад команди
Шаблон:Склад чоловічої збірної Південної Африки з регбі-7 на літніх Олімпійських іграх 2016
Груповий етап
Шаблон:Підсумкова таблиця в групі B чоловічого турніру з регбі-7 на літніх Олімпійських іграх 2016
Шаблон:Чоловічий турнір з регбі-7 на літніх Олімпійських іграх 2016, гра B2
Шаблон:Чоловічий турнір з регбі-7 на літніх Олімпійських іграх 2016, гра B4
Шаблон:Чоловічий турнір з регбі-7 на літніх Олімпійських іграх 2016, гра B6
Чвертьфінал
Шаблон:Чоловічий турнір з регбі-7 на літніх Олімпійських іграх 2016, гра D4
Півфінал
Шаблон:Чоловічий турнір з регбі-7 на літніх Олімпійських іграх 2016, гра G2
Матч за бронзову медаль
Шаблон:Чоловічий турнір з регбі-7 на літніх Олімпійських іграх 2016, гра H1

## Вітрильний спорт
Чоловіки
| Спортсмен                  | Дисципліна | Заплив | Заплив | Заплив | Заплив | Заплив | Заплив | Заплив | Заплив | Заплив | Заплив | Заплив | Очки | Підсумкове місце |
| Спортсмен                  | Дисципліна | 1      | 2      | 3      | 4      | 5      | 6      | 7      | 8      | 9      | 10     | M*     | Очки | Підсумкове місце |
| -------------------------- | ---------- | ------ | ------ | ------ | ------ | ------ | ------ | ------ | ------ | ------ | ------ | ------ | ---- | ---------------- |
| Стефано Марсія             | Лазер      | 30     | 25     | 42     | 38     | 43     | 38     | 44     | 36     | 39     | 40     | EL     | 331  | 40               |
| Асенаті Джим Роджер Гадсон | 470        | 18     | 24     | 15     | 14     | 11     | 18     | 11     | 20     | 18     | 23     | EL     | 148  | 20               |

M = Медальний заплив; EL = Вибув – не потрапив до медального запливу

## Плавання
Чоловіки
| Спортсмен                                                 | Дисципліна                        | Попередній заплив | Попередній заплив | Півфінал        | Півфінал        | Фінал           | Фінал           |
| Спортсмен                                                 | Дисципліна                        | Час               | Місце             | Час             | Місце           | Час             | Місце           |
| --------------------------------------------------------- | --------------------------------- | ----------------- | ----------------- | --------------- | --------------- | --------------- | --------------- |
| Майлс Браун                                               | 200 м вільним стилем              | 1:46.78           | 13 Q              | 1:46.57         | 12              | Завершив виступ | Завершив виступ |
| Майлс Браун                                               | 400 м вільним стилем              | 3:45.92           | 12                | Н/Д             | Н/Д             | Завершив виступ | Завершив виступ |
| Джерред Краус                                             | 200 м брасом                      | 2:12.64           | 25                | Завершив виступ | Завершив виступ | Завершив виступ | Завершив виступ |
| Дуглас Ерасмус                                            | 50 м вільним стилем               | 22.37             | 29                | Завершив виступ | Завершив виступ | Завершив виступ | Завершив виступ |
| Чад Хо                                                    | 10 км                             | Н/Д               | Н/Д               | Н/Д             | Н/Д             | 1:53:04.8       | 10              |
| Чад ле Клос                                               | 200 м вільним стилем              | 1:45.89           | 3 Q               | 1:45.94         | 7 Q             | 1:45.20         | 2               |
| Чад ле Клос                                               | 100 м батерфляєм                  | 51.75             | 7 Q               | 51.43           | 2 Q             | 51.14           | 2               |
| Чад ле Клос                                               | 200 м батерфляєм                  | 1:55.57           | 3 Q               | 1:55.19         | 4 Q             | 1:54.06         | 4               |
| Меттью Маєр                                               | 1500 м вільним стилем             | 15:36.22          | 41                | Н/Д             | Н/Д             | Завершив виступ | Завершив виступ |
| Майкл Маєр                                                | 400 м комплексом                  | 4:18.13           | 17                | Н/Д             | Н/Д             | Завершив виступ | Завершив виступ |
| Крістофер Рейд                                            | 100 м на спині                    | 53.68             | 12 Q              | 53.70           | 10              | Завершив виступ | Завершив виступ |
| Себастьян Руссо                                           | 400 м комплексом                  | 4:18.72           | 21                | Н/Д             | Н/Д             | Завершив виступ | Завершив виступ |
| Бред Тенді                                                | 50 м вільним стилем               | 21.94             | 12 Q              | 21.80           | 8 Q             | 21.79           | 6               |
| Камерон ван дер Бург                                      | 100 м брасом                      | 59.35             | 7 Q               | 59.21           | 3 Q             | 58.69           | 2               |
| Камерон ван дер Бург                                      | 200 м брасом                      | 2:12.67           | 26                | Завершив виступ | Завершив виступ | Завершив виступ | Завершив виступ |
| Ділан Бош Майлс Браун Келвін Юстус Себастьян Руссо        | Естафета 4 × 200 м вільним стилем | 7:12.61           | 11                | Н/Д             | Н/Д             | Завершив виступ | Завершив виступ |
| Ділан Бош Майлс Браун Крістофер Рейд Камерон ван дер Бург | Естафета 4 × 100 м комплексом     | 3:35.50           | 13                | Н/Д             | Н/Д             | Завершив виступ | Завершив виступ |

Жінки
| Спортсменка    | Дисципліна | Фінал     | Фінал |
| Спортсменка    | Дисципліна | Час       | Місце |
| -------------- | ---------- | --------- | ----- |
| Michelle Weber | 10 км      | 1:59:05.0 | 18    |

## Тріатлон
| Спортсмен        | Дисципліна | Плавання, 1,5 км | Перехід 1 | Велосипед, 40 км | Перехід 2 | Біг, 10 км | Загалом Time | Місце |
| ---------------- | ---------- | ---------------- | --------- | ---------------- | --------- | ---------- | ------------ | ----- |
| Річард Мюррей    | чоловіки   | 18:20            | 0:46      | 55:35            | 0:35      | 30:34      | 1:45:50      | 4     |
| Генрі Шуман      | чоловіки   | 17:25            | 0:53      | 55:32            | 0:34      | 32:30      | 1:45:43      | 3     |
| Марі Рабі        | жінки      | 19:04            | 0:52      | 1:01:32          | 0:35      | 37:10      | 1:59:13      | 11    |
| Джилліан Сандерс | жінки      | 19:50            | 0:56      | 1:03:59          | 0:39      | 36:05      | 2:01:29      | 23    |